# Frederick Goodfellow
Frederick William Goodfellow (ur. w lipcu 1874 w Cambridge, zm. 22 listopada 1960 w Croydon) – brytyjski przeciągacz liny, mistrz olimpijski.
Goodfellow startował na Letnich Igrzyskach Olimpijskich 1908 w Londynie. Podczas tych igrzysk sportowiec wraz z drużyną London Police Team zdobył złoto w przeciąganiu liny. Z kolegami wygrał spotkanie półfinałowe z brytyjską drużyną K Division Metropolitan Police Team stosunkiem punktów 2–0. W finale Goodfellow i jego drużyna pokonali swoich rówieśników z Liverpoolu (Liverpool Police Team) również 2–0.
Była to jedyna konkurencja olimpijska, w której startował Goodfellow.